# سیارک ۳۸۰۴
سیارک ۳۸۰۴ (به انگلیسی: 3804 Drunina، نامگذاری:1969TB2) سه هزار و هشتصد و چهارمین سیارک کشف شده‌است که در ۸ اکتبر ۱۹۶۹ کشف شد.
قدر مطلق سیارک برابر ۱۲٫۵۰ است.